# 第十六阪九
第十六阪九（だいじゅうろくはんきゅう）は、阪九フェリーが運航していたフェリー。当初は西日本フェリーのつくしとして就航、後に釜関フェリーでも就航した。

## 概要
西日本フェリーの第一船として神田造船所で建造され、1973年4月に神戸 - 苅田航路に就航した。
1975年3月、西日本フェリーが航路を譲渡して解散、阪九フェリーに継承され第十六阪九となり、1975年4月28日からは神戸 - 小倉航路に就航した。
ニューやまとの就航により、1983年10月16日に引退した。
その後、韓国の釜関フェリーに売却されフェリー釜関（初代）として就航した。はまゆうの就航により、関釜フェリーから移籍してフェリー釜関（初代）となった僚船の第十七阪九と交代して、1999年2月に引退した。
その後、1998年11月に海外売船され、ギリシャのミノアン・ラインズへ売却されSTAR TRAILERとして就航した。
2004年、Saos Ferriesに売却されPANAGIA KRIMNIOTISSAとして就航した。 
2008年、Saos Ferriesが倒産したため、ピレウスで係船された。
2011年10月、スクラップとしてトルコへ売却され、アリアガで解体された。

## 船内
客室
- 特等室（2名）
- 1等室（計100名）
- 特2等室（計78名）
- 2等室（計408名）
- ドライバー室（計118名）